# William Cullen Bryant
William Cullen Bryant (n. 3 noiembrie 1794 - d. 12 iunie 1878) a fost un  poet și publicist american.
La vârsta de 17 ani a scris poemul Thanatopsis. S-a consacrat cu volumul Poeme (Poems, 1821). Între 1829-1878 a ocupat funcția de redactor-șef al ziarului Evening Post.

## Opera
- 1842: Izvorul și alte poezii ("The fountain and other poems");
- 1844: Căprioara cu picioare albe și alte poezii ("The whitefooted deer and other poems");
- 1860: Imnul pădurii ("A Forest Hymn");
- 1817- 1821: Thanatopsis ("Thanatopsis");
- 1864: Treizeci de poezii ("Thirty poems");
- 1874: Printre copaci ("Among the trees")
- 1869: Imnuri ("Hymns").

Bryant a fost editor al ziarului Evening Post, în ale cărui pagini a militat împotriva sclaviei negrilor.
A tradus Iliada și Odiseea.